# Hits from Broadway Shows (album Perry’ego Como)
Hits from Broadway Shows – czwarty album studyjny amerykańskiego piosenkarza Perry’ego Como wydany w 1953 roku przez wytwórnię RCA Victor. Zawierał utwory pochodzące z popularnych musicali filmowych takich jak: Guys and Dolls, The King and I, South Pacific oraz Call Me Madam. Jest to pierwszy album studyjny wykonawcy wydany w postaci płyty długogrającej LP a nie płyt 78 obr./min. Wydano go ponownie w 1956 roku, lecz z różniącą się okładką.

## Lista utworów
| A1 | „A Bushel And A Peck”     |
| A2 | „You're Just In Love”     |
| A3 | „Marrying For Love”       |
| A4 | „It's A Lovely Day Today” |
| B1 | „Some Enchanted Evening”  |
| B2 | „Bali Ha'i”               |
| B3 | „Hello, Young Lovers”     |
| B4 | „We Kiss A Shadow”        |